# 小ラーフラ教誡経
『小ラーフラ教誡経』（しょうラーフラきょうかいきょう、巴: Cūḷarāhulovāda-sutta, チューララーフローヴァーダ・スッタ）とは、パーリ仏典経蔵中部に収録されている第147経。『教羅睺羅小経』（きょうらごらしょうきょう）とも。
釈迦が、息子である比丘ラーフラ（羅睺羅）に仏法を説き、解脱へと導く。

## 構成

### 登場人物
- 釈迦
- ラーフラ（羅睺羅） --- 比丘。釈迦の実子。

### 場面設定
ある時、釈迦はサーヴァッティー（舎衛城）のアナータピンディカ園（祇園精舎）に滞在していた。
ラーフラ（羅睺羅）の成長を見て取った釈迦は、彼を煩悩の滅尽（解脱）へと導こうと考える。
托鉢と食事を終えた後、釈迦はラーフラを連れ立って森へ行き、六処・無常に関する仏法を説く。
それを聞いたラーフラは、煩悩の滅尽を感じ取り、法眼が生じ、解脱に至る。

## 日本語訳
- 『南伝大蔵経・経蔵・中部経典4』（第11巻下） 大蔵出版
- 『パーリ仏典 中部（マッジマニカーヤ）後分五十経篇II』 片山一良訳 大蔵出版
- 『原始仏典 中部経典4』（第7巻） 中村元監修 春秋社